# Extreme Light Infrastructure

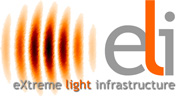
Логотип ELI

Extreme Light Infrastructure (ELI) — является европейским проектом по созданию самого мощного лазера в мире. Это лазерная установка, нацеленная на размещение самой интенсивной системы лучевых линий во всем мире, развитие новых междисциплинарных исследовательских возможностей с использованием света от этих лазеров и вторичного излучения, получаемого из них, и предоставление их международному научному сообществу пользователей. Это будет крупнейший в мире и первый международный пользовательский центр по исследованиям лучевой и лазерной линий. В проекте участвуют около 40 исследовательских институтов и университетов из 13 стран ЕС.
Объект будет базироваться на четырех площадках. Три из них в настоящее время находятся на разных стадиях реализации в Чешской Республике, Венгрии и Румынии с объемом инвестиций, превышающим 850 млн. евро, в основном за счет средств Европейского фонда регионального развития (ERDF). Недалеко от Праги в Dolní Břežany Чешская Республика, установка ELI-Beamlines будет в основном сосредоточена на разработке короткоимпульсных вторичных источников излучения и частиц. Источник аттосекундных импульсов света ELI (ELI-ALPS) в Сегеде, Венгрия, создает уникальную установку, которая обеспечивает источники света в чрезвычайно широком частотном диапазоне в виде ультракоротких импульсов с высокой частотой повторения. В Мэгуреле, Румыния, объект ELI Nuclear Physics (ELI-NP) будет сосредоточен на ядерной физике на основе лазера. Расположение четвертого столпа ELI, столба с самой высокой интенсивностью, еще предстоит определить. Ожидается, что его мощность лазера превысит мощность современных ELI примерно на один порядок.

## Исследовательские центры ELI

### ELI NP
ELI NP - исследовательский центр ELI представляет собой объект в Мэгуреле, Румынии, в котором находиться самый мощный лазер в мире. Лазерная технология может быть использована для уничтожения ядерных отходов и обеспечения нового типа лучевой терапии рака, называемой адронтерапией.  Крупнейший научный проект в Румынии, ELI-NP станет единственным европейским и международным центром исследований высокого уровня в области лазеров сверхвысокой интенсивности, взаимодействия лазерного вещества и вторичных источников с беспрецедентными возможностями. ELI-NP - очень сложный объект, в котором будут установлены две машины экстремальных характеристик: 
- Лазер очень высокой интенсивности, где когерентно добавляются пучки из двух лазеров мощностью 10 ПВт, чтобы получить интенсивности порядка 1023–1024 Вт/см2 и электрические поля 1015 В/м на площади в несколько квадратных микрометров.
- очень интенсивный (1013 γ/с), блестящий γ-луч, ширина полосы 0,1%, Ev > 19 МэВ, который получается некогерентным Комптоновским обратным рассеянием лазерного излучения от очень яркого, интенсивного классического электронного пучка (Ee > 700 МэВ), произведенный теплым линаком.

Здание будет построено на основе сейсмических амортизаторов и будет иметь два объекта - один для лазеров и один для гамма-лучей, общей площадью 11010 м2. В том же здании будет корпус лабораторий, площадью 2396 м2. У объекиа, предназначенного для лазеров, будет восемь подземных уровней, в то время как у другого будет 12 подземных уровней. Комплекс, посвященный этому проекту, также будет иметь офисное здание на площади почти 970 м2, в окрестностях которого будет находиться гостевой дом на 30 номеров, занимающий 642 м2.
Начало работ по созданию инфраструктуры этого проекта состоялось 14 июня 2013 года. Лазер был изготовлен во Франции, испытан в Париже и был доставлен в Румынию.
Румынская база проекта называется Extreme Light Infrastructure - Nuclear Physics (ELI-NP) расположенf в Мэгуреле, недалеко от Национального института исследований и разработок в области физики и ядерной техники им. Хории Хулубея (IFIN-HH), и должен быть построен к концу 2015 года.
Интегрированный Центр Передовых Технологий Лазеров (CETAL), который управляет программой по конфигурации и подготовке экспериментов по ядерной физике, которые будут развернуты в ELI-NP с 2018 года, был открыт 21 октября 2014 года.
Первые испытания на лазере ELI-NP в Мэгуреле начались в апреле 2017 года.
18 мая 2018 года была протестирована вся система с промежуточной мощностью 3 ПВт, что делает её самой мощной в Европе. Директор проекта Nicolae Victor Zamfir сказал, что «результаты отличные». Планируется, что в феврале 2019 года вся система будет испытана на максимальной мощности 10 ПВт.
7 февраля 2019 года лазер ELI-NP в Мэгуреле достиг максимальной мощности в мире, 7 ПВт. 13 марта 2019 года он достиг 10 ПВт, мощность, для которой он был построен. Достижение 10 ПВт на лазере ELI-NP является важной вехой в исследованиях мирового уровня. Европа впервые через Румынию владеет самым мощным в мире лазером. Таким образом, лазер ELI-NP становится самой мощной из когда-либо созданных лазерных систем.

## Ссылка
- eli-laser.eu — официальный сайт Extreme Light Infrastructure
- Extreme Light Infrastructure – Nuclear Physics (ELI-NP)
- ELI-NP: Виртуальный тур